# Spartan Cruiser
Spartan Cruiser var ett engelskt tremotorigt transport- och passagerarflygplan. 
När Spartan Aircraft Co. Ltd inledde sitt samarbete med Saunders-Roe Ltd fick man överta deras utvecklingsarbete av postflygplanet Saro-Percival Mailplane som konstruerats av Edgar Percival. I samband med överföringen bytte modellen namn till Spartan Mailplane. Flygplanet flög sin första provflygning till Karachi Indien 1932 på 5 dagar 23 timmar och 50 minuter.
Vid Spartanfabrikerna ansåg man att det inte fanns någon framtid i att tillverka specialanpassade postflygplan. Man inledde en kraftig omkonstruktion för att göra typen användbar som passagerarflygplan. Man behöll den lågvingade monoplansformen men kroppens inklädnad av träfaner byttes ut mot metall. Man behöll även det fasta hjullandstället och sporrhjulet under fenan. Kabinen utrustades med platser för sex passagerare. Två av motorerna sitter inbyggda i vingarna, medan den tredje motorn är monterad i nosen på flygplanskroppen enligt samma mönster som Junkers Ju 52/3m. Den första provflygningen med den nya prototypen av Spartan Cruiser genomfördes 1932.
Vid flygutställningen i Hendon som genomfördes i juni 1932, ställde Spartan Aircraft ut både föregångaren Spartan Mailplane och efterföljaren Spartan Cruiser. Passagerarflygplanet väckte stor uppmärksamhet och fabriken genomförde demonstrationsflygning genom Europa. I Jugoslavien fastnade flygbolaget Aeroput för modellen och beställde två fabrikstillverkade flygplan samt licensrätt att starta egen tillverkning. Det kom bara att tillverkas en Cruiser av det jugoslaviska företaget Zmaj under 1935.
När man inledde serietillverkningen infördes några modifieringar och flygplanet marknadsfördes under namnet Spartan Cruiser II. Ett flygbolag i Irak beställde två flygplan av typ II för att användas vid en provlinje mellan Bagdad och Mosel. Under de två kommande åren tillverkade man tolv flygplan varav fem exporterades. Man försökte förnya flygplanet genom att förbättra kroppens aerodynamik och ändra fönsterplaceringen i förarkabinen men endast tre flygplan av Cruiser III tillverkades. Totalt i alla varianter och prototyper tillverkades 16 flygplan. 
1 april 1933 startade företaget ett eget flygbolag Spartan Air Lines som drev en flyglinje mellan Heston och Cowes med prototypflygplanet Cruiser I och två Cruiser II. Flygbolaget var verksamt fram till 1936 då det övertogs av British Airways.
En flygplanskropp till en Cruiser III finns utställd på Museum of Flight East Fortune i Skottland. Flygplanet G-ACYK havererade 1938 nära Largs, under en flygning med helikopter 1973 återupptäcktes vraket och man beslöt att bärga vraket.